# Споменик стрељаним родољубима
Споменик стрељаним родољубима се налази у кругу Ветеринарског завода „Земун”, у улици Батајнички друм у Земуну. Постављен је 1968. на месту званом Говеђи брод, на периферији Земуна у знак сећања на десеторицу родољуба убијених на овом месту 11. новембра 1943. године.
Споменик је правоугаоног облика и на њему се са предње стране налази црвена звезда петокрака и натпис — На овоме месту 11. новембра 1943. стрељани су од фашистичких окупатора учесници и сарадници Народноослободилачког покрета, а потом се налазе имена и године рођења стрељаних родољуба. На списку стрељаних налазе се седморица талаца из Батајнице, двојица из Земуна и један из Сурчина:
1. Миливој Ћирић (1924—1943), из Земуна, а родом из Сивца
2. Радивој Михајловић (1921—1943), из Батајнице. По занимању службеник; срадник НОП од 1941, а члан СКОЈ од 1942; ухапшен 1943. године.[2]
3. Бранко Нештинац (1904—1943), из Батајнице. По занимању земљорадник; срадник НОП од 1942, а од 1943. председника Месног Народноослободилачког одбора; ухапшен 1943. године.[3]
4. Драги Бастаја (1912—1943), из Батајнице. По занимању механичар; као сарадник НОП ухапшен 1943. године.[4]
5. Никола Сукњаревић (1919—1943), из Батајнице. Родом из Голубинаца; по занимању службеник; као истакнути сарадник НОП примљен у чланство КПЈ и јула 1943. постављен за секретара партијске организације у Батајници; ухапшен 1943. приликом упада усташа на партијски састанак, који се одржавао у кући Милорада Михајловића.[5]
6. Жарко Бокун (1908—1943), из Батајнице. По занимању железнички службеник; сарадник НОП од 1941. и активан учесник илегалних акција против окупатора; проводио илегалце из Београда и Земуна на ослобођену територију; октобра 1943. ухапшен од усташа у Земуну.[6]
7. Жарко Михајловић (1923—1943), из Батајнице. По занимању земљорадник; сарадник НОП и члан СКОЈ од 1941; ухапшен 1943. године.[7]
8. Владимир Обрешки (1913—1943), из Батајнице. По занимању општински службеник; сарадник НОП постао 1942; ухапшен 1943. у Земуну.[8]
9. Илија Павловић (1894—1943), из Сурчина. Ухапшен 1943. као сарадник НОП, јер су му двојица синова Душан и Илија били партизански борци.[9]
10. Жика Месаровић (1921—1943), из Земуна. По занимању радник; сарадник НОП од 1941; касније примљен у чланство СКОЈ и био секретар једног Рејонског комитета; ухапшен 1943. године.[10]

Стрељање десеторице талаца из земунског затвора изврешено је као одмазда за убиство злогласног усташког натпоручника Мартина Волфа, кога су 5. новембра 1943. убили илегалци Лазар Саватић Металац и Иван Радосављевић Пилот. Волф је био лични пријатељ Анте Павелића, који се по својим злоделима прочуо широм Срема. Многе људе, жене и децу из Земуна и околине слао је у логоре или лично убијао. У јесен 1943, непосредно пре ликвидације, Волф је на путу између Добановаца и Угриноваца ухватио четворицу младића, за које је претпостављао да су пошли у партизане. После зверског мучења, он их је повешао о бандере поред пута. Након тога је у Батајници, приликом пљачке једне куће, убио десетогодишњег дечака. Ови злочини су страховито одјекнули селима Земунског среза и изазвали гнев народа, па је руководство Народноослободилачког покрета у Земуну донело одлуку да буде ликвидиран.
Након убиства Волфа, Министарство унутрашњих послова Главног равнатељства за јавну ред и сигурност из Загреба донело је одлуку о стрељању десеторице талаца. Иако је требало да одређени таоци буду стрељани, усташка полиција их је на обали Дунава убила на свиреп начин — секирама и ашовима. Након убиства, таоци су сахрањени у близини места убиства, а након рата њихови посмртни остаци су пренети на Земунско гробље.
Поред овог спомен-обележја, по тројици стрељаних талаца — Жарку Бокуну, Жики Месаровићу и Николи Сукњаревићу носе називе три улице на територији Општине Земун. Улица Жарка Бокуна и улица Николе Сукњаревића Прике се налазе су насељу Батајница, а улица Жике Месаровића у насељу Земун поље.